# Carl Sprengel
Karl o Philipp Carl Sprengel (29 de marzo de 1787 – 19 de abril de 1859) fue un botánico alemán de Schillerslage (ahora parte de Burgdorf, Hanover).

## Biografía
Sprengel trabajó bajo Albrecht Thaer (1752-1828) en Celle. Luego trabajó desde 1804 a 1808 con Heinrich Einhof (1778-1808) en Möglin sobre estudios agrícolas. Viajó por el mundo entre 1810 y 1820, explorando las ideas agrícolas de Asia, América y Mesopotamia.[cita requerida] Entre 1821-1828 estudió ciencias naturales en Gotinga, donde se convirtió en profesor.
En la década de 1830 se trasladó a Resko, donde aceptó la posición del Presidente de la Pomorskie Towarzystwo Ekonomiczne (Sociedad Económica de Pomerania), que ocupó durante el resto de su vida. Teniendo sus necesidades financieras satisfechas, por fin pudo cumplir su sueño y establecer la Regenwalde Akademie der Landwirtschaft (Academia de la Agricultura en Resko), donde enseñó, estudió y vivió hasta su muerte en 1859.
Influenciado por las teorías de Felicjan Sypniewski (uno de los estudiantes de la Regenwalde Akademie der Landwirtschaft).Sprengel fue el primero en formular la "teoría de mínimos" en agroquímica, lo que significa que el crecimiento de las plantas está limitado por el nutriente esencial en la concentración más baja.[cita requerida] Esta regla, a menudo erróneamente atribuida a Justus von Liebig como Ley del Mínimo de Liebig, en cambio, sólo se popularizó más tarde como concepto científico de Liebig.

## Obra
- Die Lehre vom Dünger oder Description aller bei der Landwirthschaft gebräuchlicher vegetablilischer, animalischer und mineralischer Düngermaterialien, nebst Erklärung ihrer Wirkungsart. Leipzig, 1839